# Take Me Home, Country Roads
"Take Me Home, Country Roads", também conhecida como "Country Roads, Take Me Home" ou "Country Roads", é uma canção escrita por Bill Danoff, John Denver e Taffy Nivert. Foi lançada como single por John Denver em 12 de abril de 1971 e chegou na segunda posição da parada musical US Top 40 Singles da  Billboard. A música foi um sucesso comercial, ganhando a certificação de disco de Ouro em agosto de 1971, pela RIAA, e depois de Platina em 10 de abril de 2017. Acabou se tornando uma das canções mais populares e reconhecidas de John Denver. Seu sucesso prosseguiu por décadas, com mais de um milhões de CDs e downloads comercializados nos Estados Unidos.

## Pessoal
- John Denver – vocal
- Bill Danoff - guitarra acústica, vocais
- Taffy Nivert - backing vocal
- Eric Weissberg – banjo, guitarra
- Mike Taylor – guitarra acústica
- Richard Kniss – baixo duplo
- Gary Chester – bateria, percussão

## Tabelas musicais
| Paradas (1971)                                 | Melhor posição |
| ---------------------------------------------- | -------------- |
| Canadá (RPM Top Singles)                       | 3              |
| Estados Unidos (Billboard Hot 100)             | 2              |
| Estados Unidos (Billboard Adult contemporary)  | 3              |
| Estados Unidos (Billboard Hot Country Singles) | 50             |